# كأس إنترتوتو 1972
كأس إنترتوتو 1972 هو الموسم 12 من كأس إنترتوتو. فاز فيه نادي نيترا.